# Монтефйорино
Монтефйорино (італ. Montefiorino) — муніципалітет в Італії, у регіоні Емілія-Романья,  провінція Модена.
Монтефйорино розташоване на відстані близько 320 км на північний захід від Рима, 60 км на захід від Болоньї, 45 км на південний захід від Модени.

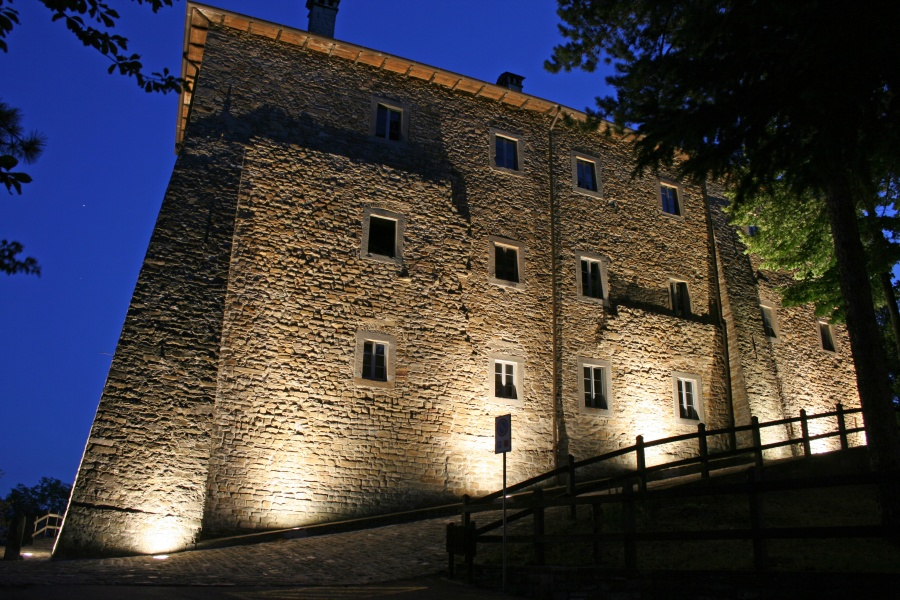

Населення — 2225 осіб (2014).

## Демографія
Населення за роками:

Станом на 1 січня 2023 року в муніципалітеті офіційно проживало 148 іноземців з 24 країн, серед них 52 громадяни країн Євросоюзу та 19 громадян України.

## Сусідні муніципалітети
- Фрассіноро
- Палагано
- Тоано
- Вілла-Міноццо